# Iveco Daily
O Iveco Daily é uma van produzida pela Iveco desde 1978, comercializada também como Fiat Daily até 1983. Ela também está disponível como um micro-ônibus.

## Primeira geração (1978-1990)
A primeira série Daily (MY78) foi oferecido com dois modelos, o 35 eo 50 (3,5 e 5,0 toneladas). O maior deles (Daily 50) tinham uma capacidade de carga de até 17 m³. Em 1980, um turbodiesel versão chamada "Turbodaily" foi introduzido, e ele estava em produção até 2002 (Europa). Esta geração não foi comercializada no Brasil.

## Segunda geração (1990-2000)
A segunda geração do Daily (MY 98) foi introduzido em 1990, com uma cabine totalmente revisto e melhorias no motor Sofim (na época, com uma capacidade de 2,5 L). Na sequência da entrada em operação comercial da Ford na Iveco, em 1986, o Daily de 3,5 toneladas foi logo retirado do mercado do Reino Unido, devido à concorrência direta com o Ford Transit, o Daily permaneceu no Reino Unido, na versão acima de 4,0 toneladas, e agora vendido como o caminhão Iveco-Ford.
Enquanto isso, em 1993 chegou à Argentina, com o versão Turbo Daily 49.10 sendo o único a ser produzido até 1997.
A segunda geração recebeu um facelift em 1996, que difere apenas ligeiramente no exterior, mas o motor estava já disponível em 2,8 litros de capacidade 76 KW (103 cv). A versão 59-12 (chassi-cabine e furgões) e 59-13 (van) foram lançados.
Com o lançamento de uma nova geração na Europa e a inauguração de uma nova planta no Brasil, toda a linha de produção foi transferida para o Brasil e o modelo continuou a ser fabricado na planta de Sete Lagoas até meados de 2007. Atualmente esta geração é fabricado na planta de La Victória na Venezuela (por meio de CKD ) e na China por meio de joint-venture.

## Terceira geração (2000-2006)
Com a terceira série do Daily (S-2000) tem novos grupos de luz (maior e menor). O nome Turbodaily caiu em desuso pois todas as versões vieram com tecnologia Unijet (common rail). Duas novas versões foram lançadas: "Agile", com mudança automática de marchas, e "GNV", uma versão a gás natural. Também duas classes de carga foram introduzidas novas: Daily 65 e 28 (6,5 toneladas e 2,8 toneladas). O Iveco Daily foi feito "Van do Ano" para o ano de 2000. Apesar de não serem do mesmo fabricante, o Iveco Daily e o renault Master possuem peças estruturais (de funilaria, carroceria e de montagem) intercambiáveis.
Esta versão não foi comercializada nem importada oficialmente para o Brasil.

## Quarta geração (2006-2011)
A geração atual foi desenhado por Giugiaro (S-2007) e chegou ao mercado em meados de 2006 (europa) e 2007 (Brasil). Ele está disponível como: Van de passageiros, furgão de carga, chassi-cabine simples, chassi-cabine dupla e scudato (nomencatura interna da Iveco para se referir ao chassi preparado para ser encarroçado como microônibus).
Possui novos motores FPT F1C, que atendem a norma Euro 4 (fabricados na europa) e Euro III (fabricados no Brasil), variando a potência entre 136cv e 155cv, com 2998cc, 4 cilindros, 16 válvulas, Turbo diesel commom rail.
Pela primeira vez um veículo da Iveco teve seu lançamento praticamente simultâneo no Brasil e na Europa, diferindo apenas em alguns meses.
Uma parceria com a encarroçadora de ônibus brasileira Neobus gerou o Cityclass, um microônibus derivado do Neobus Thunderboy, porém com montagem dedicada ao chassi do Daily 70C16.

## Quinta geração (2011-2014)
A quinta geração foi introduzida em junho de 2011, tendo sida descontinuada em 2014 e substituída pela sexta geração.

## Sexta geração (2014-presente)
Atual geração, fabricada desde 2014, substituindo a quinta geração.

## Galeria de imagens

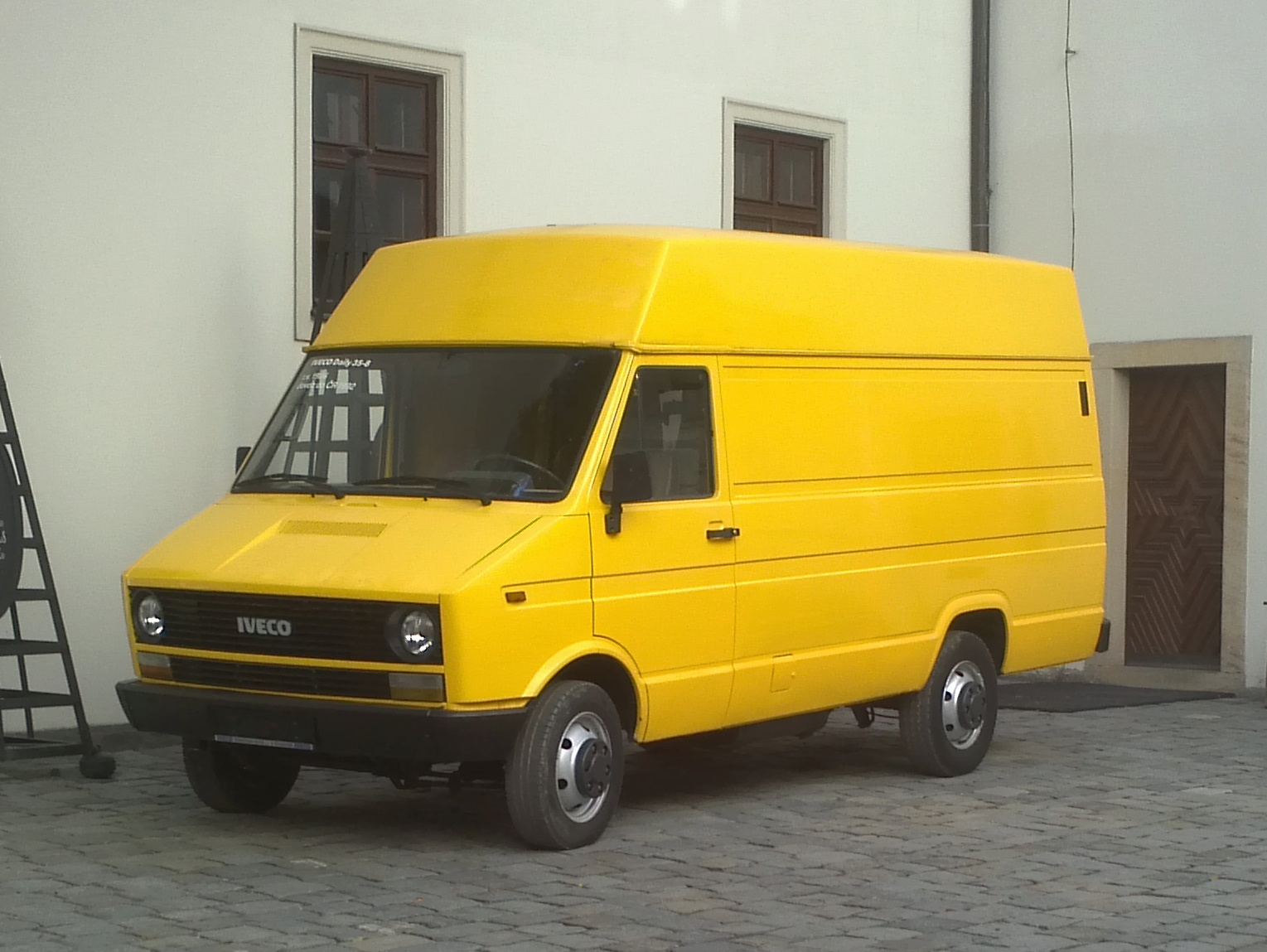
Primeira Geração
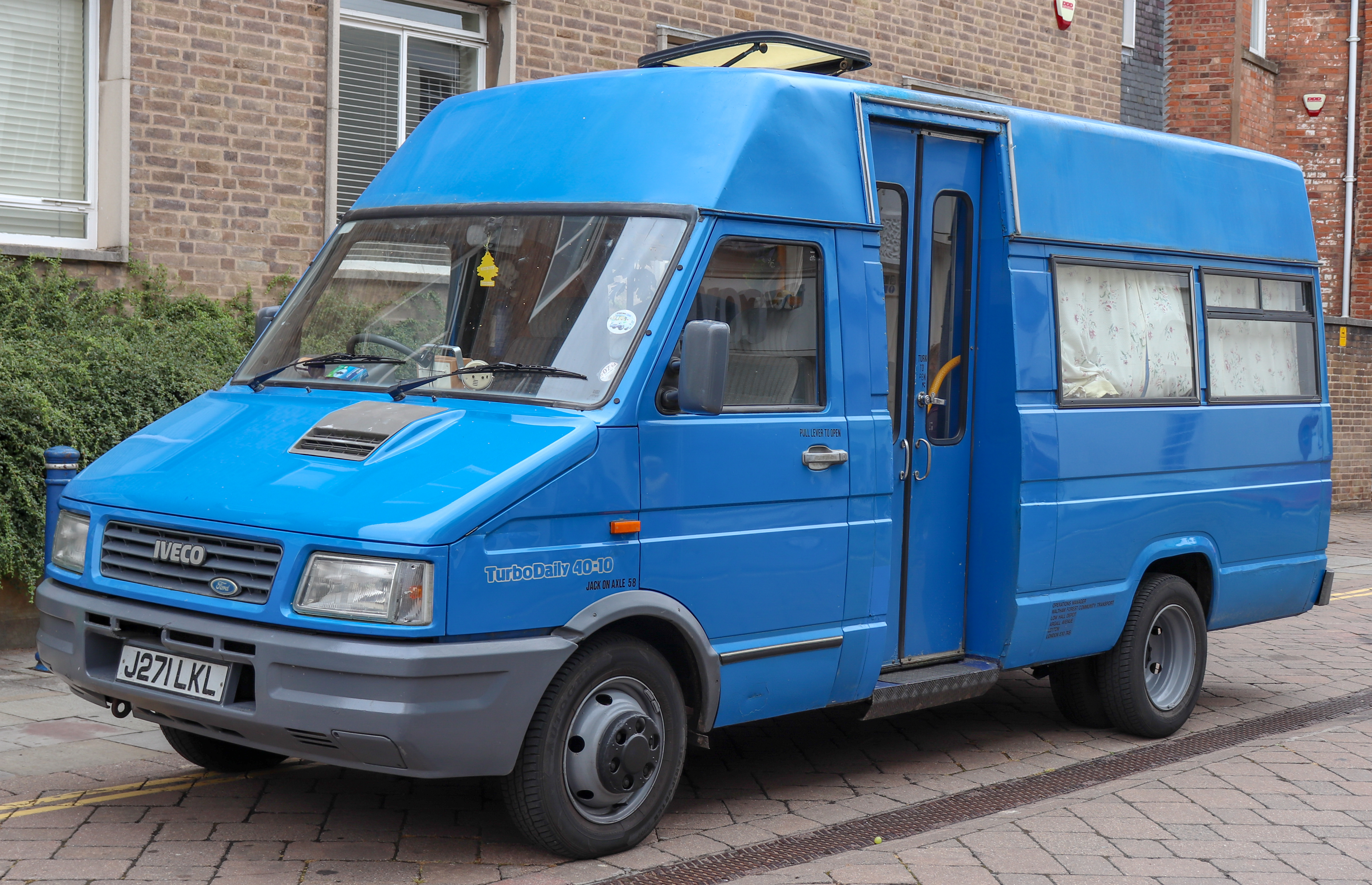
Segunda Geração
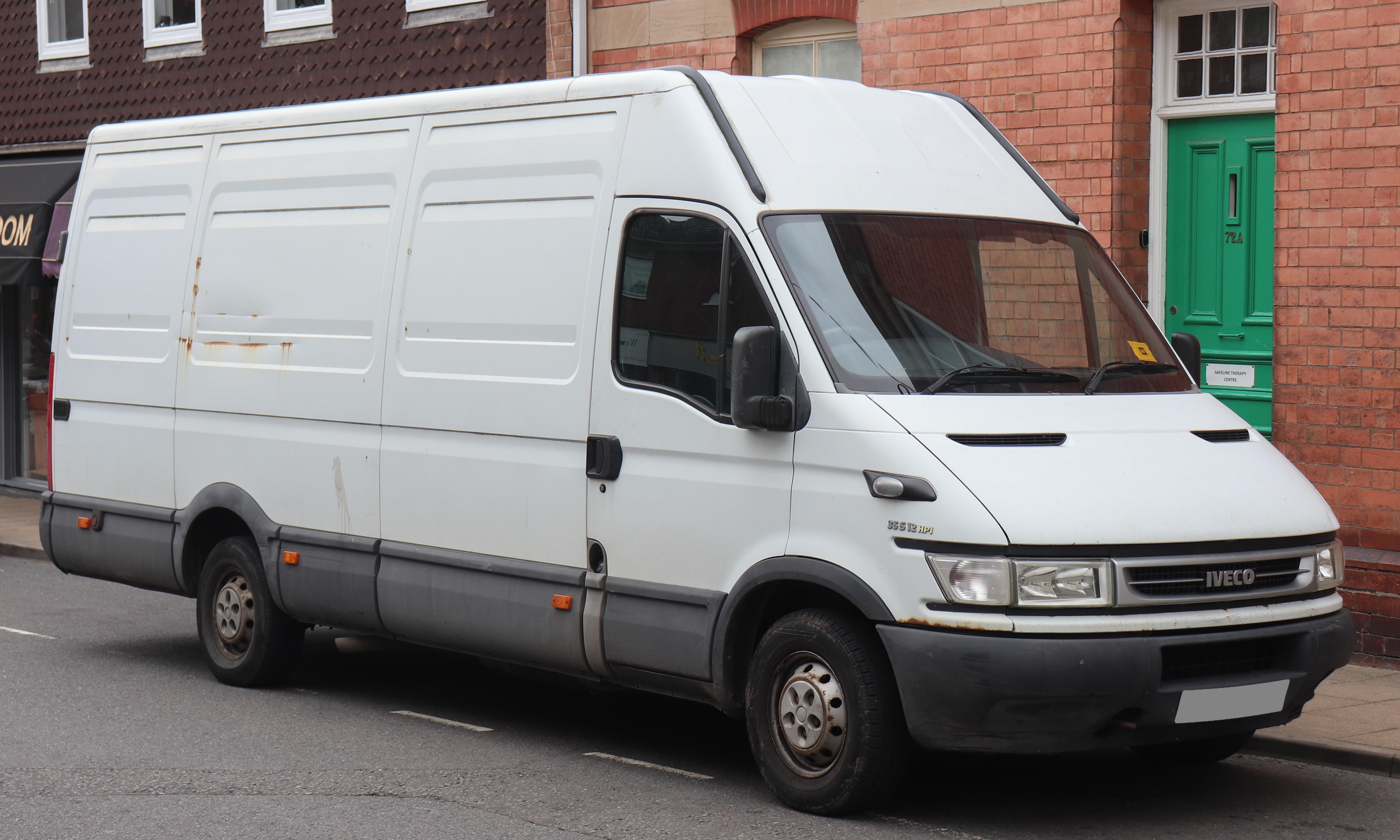
Terceira Geração
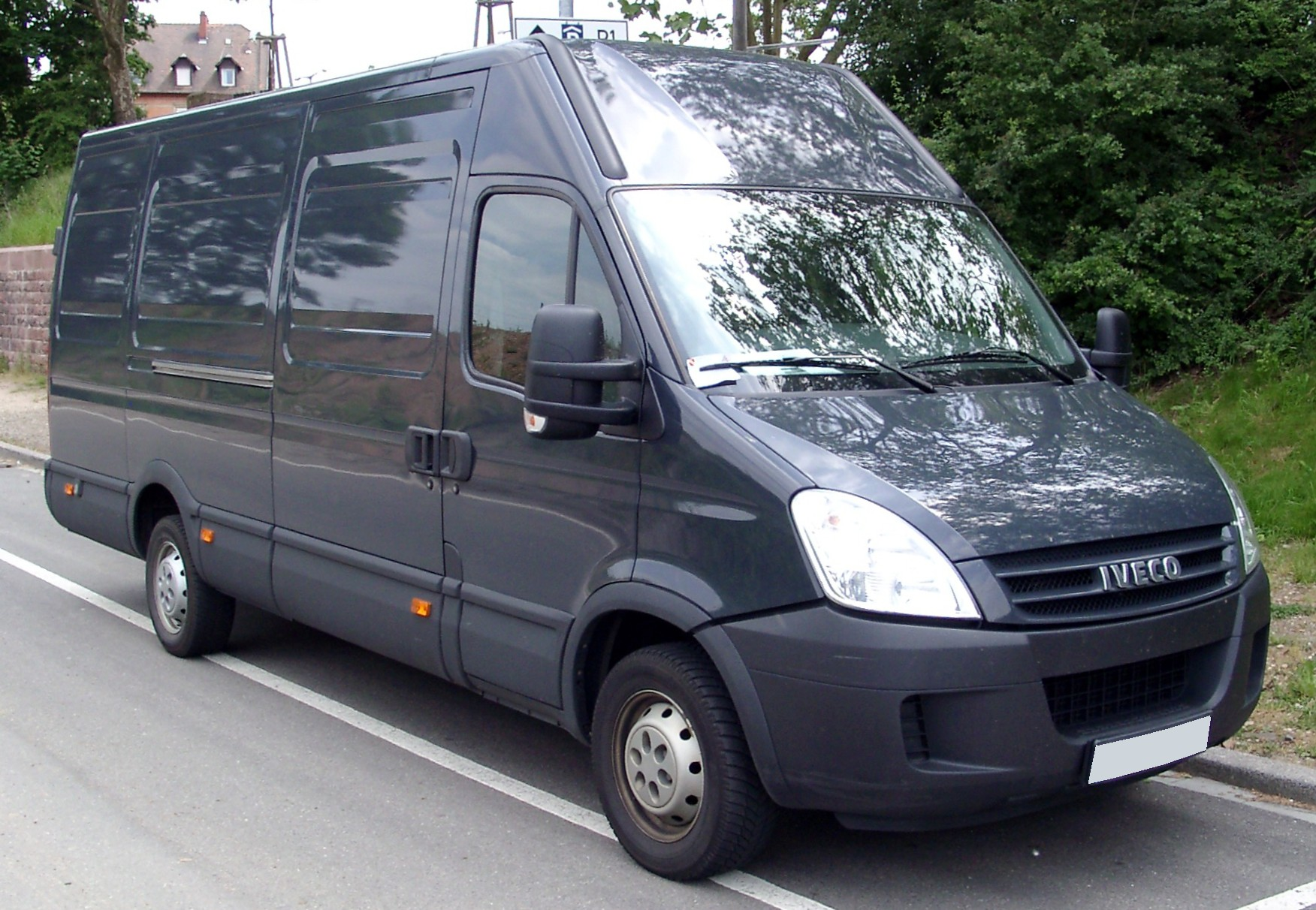
Quarta Geração
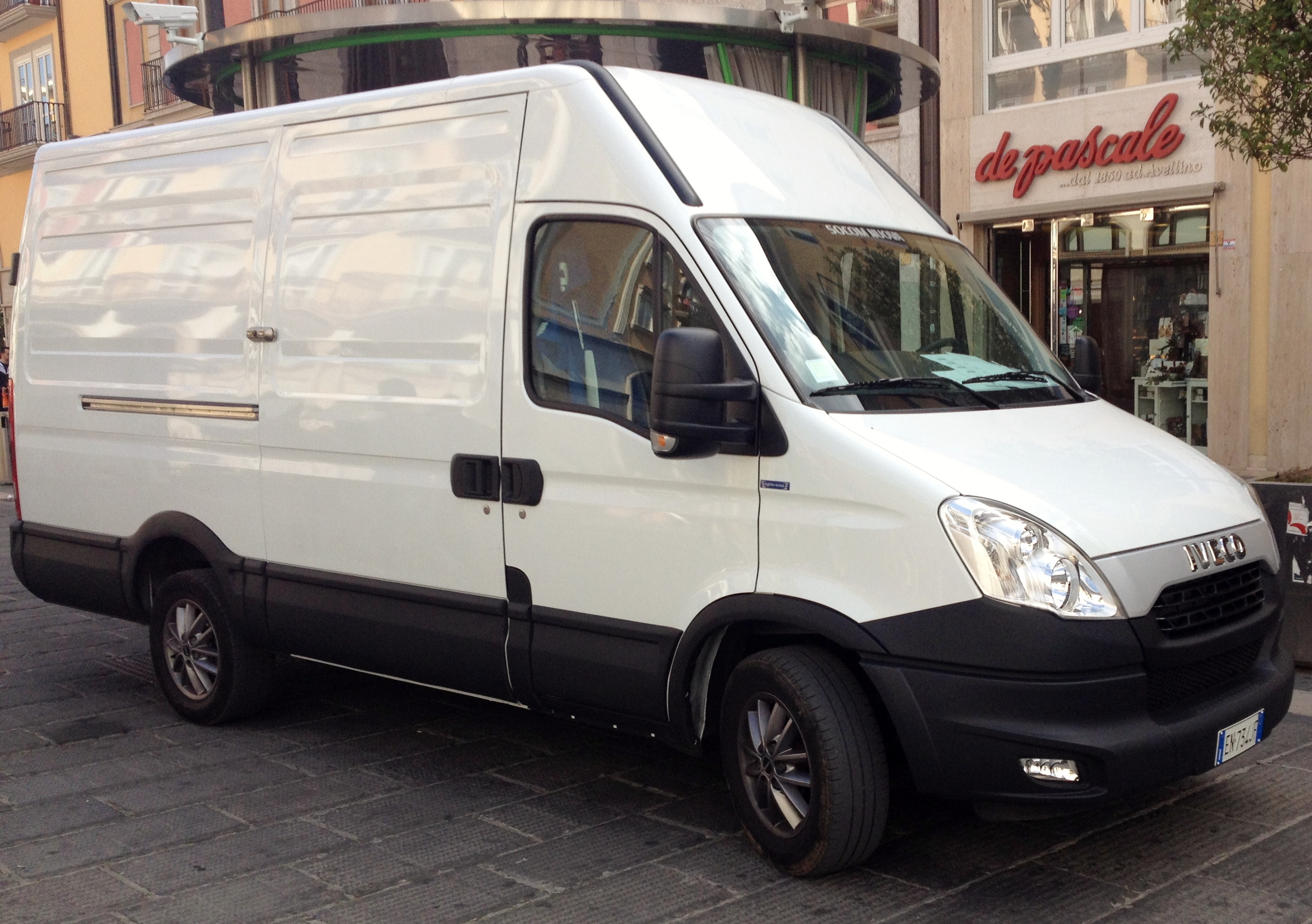
Quinta Geração
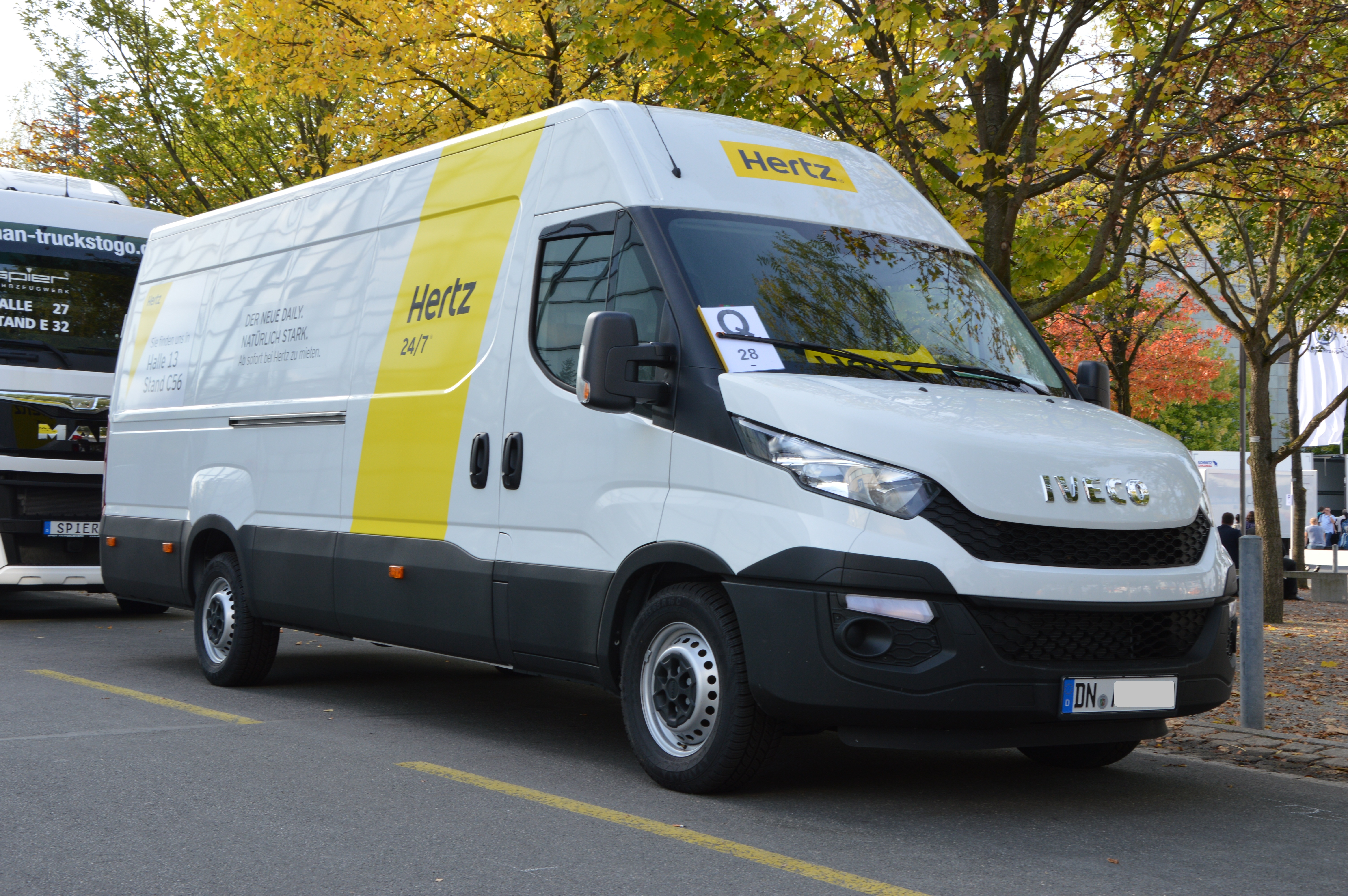
Sexta Geração
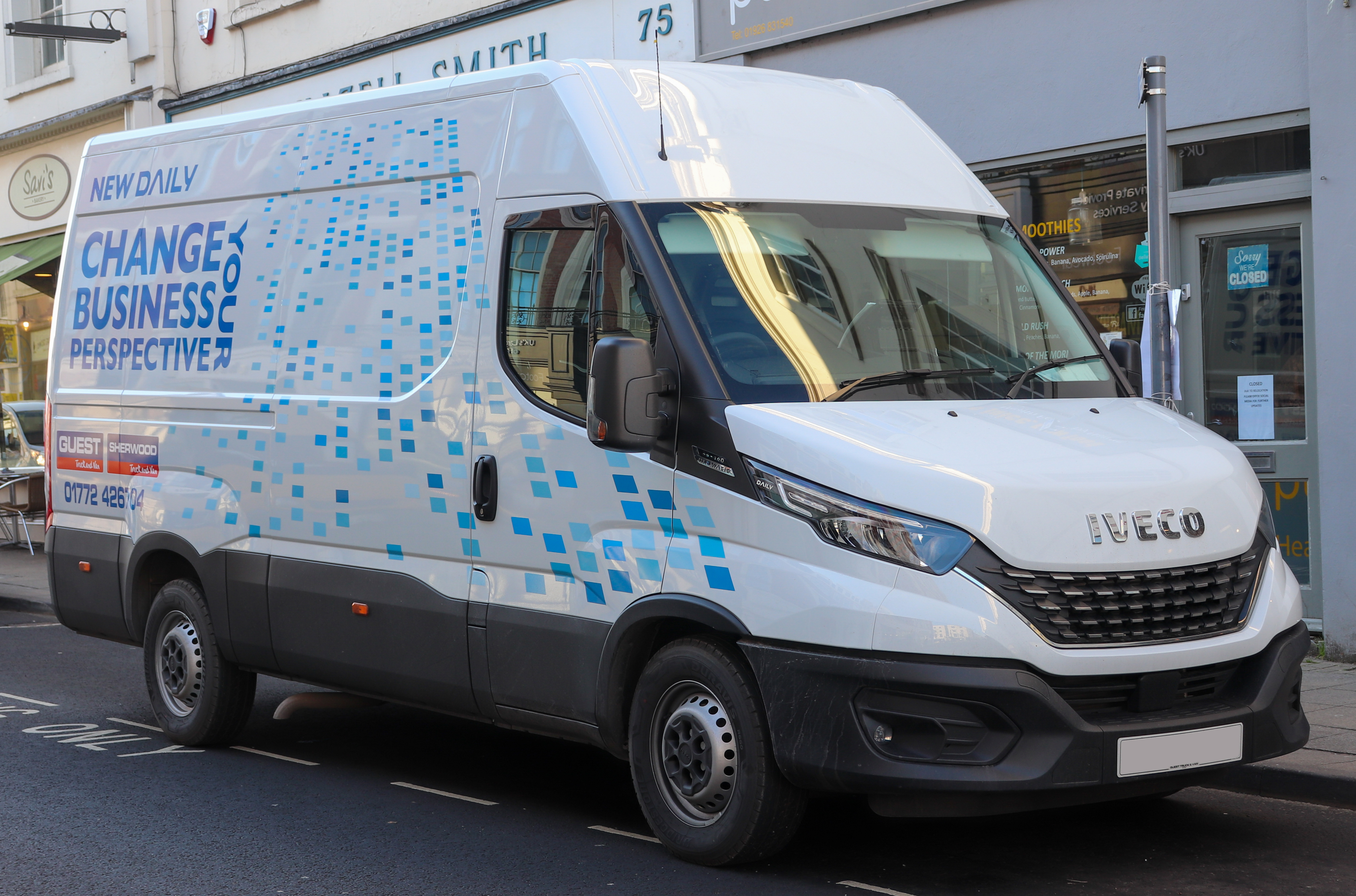
Sexta Geração facelift